# Ateleute vicina
Ateleute vicina är en stekelart som först beskrevs av André Seyrig 1952.  Ateleute vicina ingår i släktet Ateleute och familjen brokparasitsteklar. Inga underarter finns listade.